# 노 정공
노 정공(魯 定公, ? ~ 기원전 495년, 재위 기원전 509년 ~ 기원전 495년)은 중국 노나라의 제26대 임금이다. 이름은 송(宋)이다.

## 사적
형인 소공이 죽은 후, 계손씨가 소공의 태자 공연(公衍)을 세우기를 원치 않았기 때문에 공자 송으로 대신하고자 했고, 공자 송은 사람들과 함께 소공의 상구를 모시고 가다가 괴퇴(壞隤) 땅에서 다른 사람들이 다 달아나 홀로 노나라로 들어갔다. 기원전 509년 6월에 즉위해 이 해로 원년을 삼았다.
정공 5년(기원전 505년), 양곡을 보내 채나라를 구제했다. 이해, 계평자가 죽었고, 계환자가 뒤를 이었는데, 계손씨의 가신인 양호(陽虎)가 계환자를 잡아가두고 맹약을 맺었다.
정공 6년(기원전 504년), 정나라를 쳤다. 이때 양호는 귀환하면서 계씨와 맹씨에게 위나라 성내를 지나가게 했다. 이후 정공 11년(기원전 499년)이 되어서야 정나라와 화평하여 진나라를 배반했다.
정공 7년(기원전 503년), 제나라에서 운과 양관 땅을 돌려주었으나, 양호가 이를 가지고 국정을 맡았다. 이해 제나라가 쳐들어왔다. 정공 8년(기원전 502년), 정공은 제나라를 두 차례 침입했고, 제나라에서도 국하(國夏)와 고장(高張)을 보내 보복 공격을 했다.
당시 권세를 잡은 양호는 삼환을 제거하고 자신에게 의지하는 삼환의 서자인 계손씨의 계오(季寤)로 계손사를, 숙손씨의 숙손첩(叔孫輒)으로 숙손주구(叔孫州仇)를, 자신으로 맹의자를 대신하려고 했다. 양호는 체제 후 연회를 열어 계씨를 접대하다가 살해하기로 결정하고 도성 안의 전차부대에 명령을 내렸으나, 계환자는 기지를 내어 빠져나왔고, 양호는 환(讙)과 양관 땅으로 가 반란을 일으켰다. 정공 9년(기원전 502년) 6월, 노군은 양관을 공격했고, 양호는 제나라로 달아났다가 다시 진나라의 조씨에게로 달아났다.
정공 10년(기원전 501년)에서야 제나라와 노나라는 화평했다. 이때 제 경공은 회맹에서 이런저런 수작을 부려 노나라를 괴롭히려 했으나 공자의 예를 앞세운 대응으로 무산되었고, 제나라가 자신의 군사활동에 병거 3백 승을 동원하라는 문구를 조약문에 넣자 공자는 문수 이북을 돌려주지 않고서는 행할 수 없다고 대답했다. 이에 제나라는 운 · 환 · 구음(龜陰) 땅을 돌려주었다.
이해에 숙손씨에 내분이 있어, 숙손무숙(숙손주구)의 가신 공남이 숙손무숙이 후계가 되는 것을 반대한 공약묘(公若藐)를 죽이자 후범(侯犯)이 후읍 사람들을 거느리고 반란을 일으켰고 숙손무숙은 맹의자와 공남과 함께 후읍을 공격하였으나 이기지 못하고 사적(駟赤)의 꾀로 간신히 반란을 평정했다. 정공 12년(기원전 498년), 중유가 계씨의 재상이 되어 계손씨의 도성 비, 숙손씨의 도성 후, 맹손씨의 도성 성을 허물고자 했고, 숙손씨는 후성을 허물었다. 계씨가 비성을 허물려 하자 공산불뉴와 숙손첩이 비읍 사람들을 거느리고 노나라를 습격했고, 정공은 계손씨 집으로 피신했다. 공자는 신구수(申句須)와 악기(樂頎)에게 명령하여 반란군을 패배시켰고, 공산불뉴와 숙손첩은 제나라로 망명했다. 드디어 비성을 허물었다. 성성을 허물려 하자 맹손씨가 반대하였고 정공은 성성을 포위했으나 이기지 못했다.
계손사는 제나라에서 보낸 여악(女樂)을 받아들였고, 공자는 노나라를 떠났다. 정공 15년(기원전 495년) 5월, 정공은 죽었다.

## 가정
- 노 양공 (아버지)
  - 자야 (형)
  - 노 소공 (형)
  - 노 정공
    - 노 애공 (아들)